# Przewód piersiowy

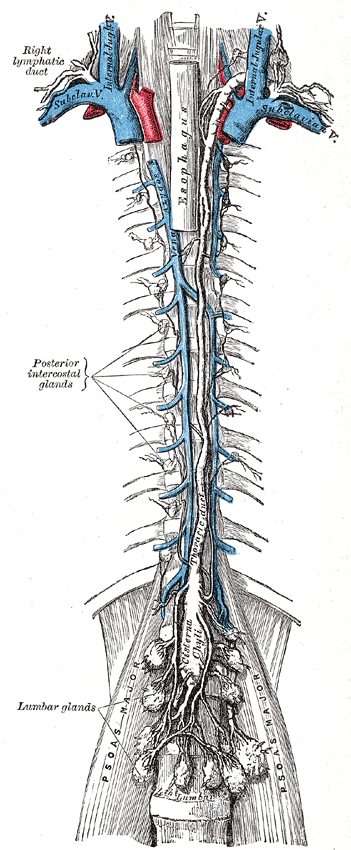
Rycina przedstawiająca układ naczyń krwionośnych i chłonnych na przedniej powierzchni kręgosłupa.

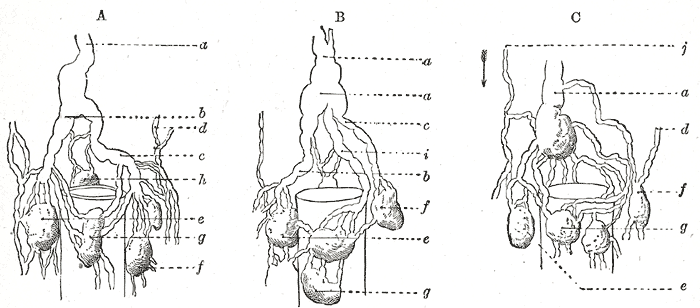
Typy przebiegu przewodu piersiowego w jego początkowym odcinku. a. przewód piersiowy a'. zbiornik mleczu b, c'. przewody wyprowadzające bocznych węzłów chłonnych okołoaortalnych d. naczynie wyprowadzające przebijające lewą odnogę przepony. e, f. boczne węzły chłonne okołoaortalne. h. węzły chłonne okołoaortalne tylne. i. przewód jelitowy j. gałąź zstępująca od naczyń chłonnych międzyżebrowych (według Graya).

Przewód piersiowy (łac. ductus thoracicus) – największe naczynie chłonne w anatomii człowieka i ważna składowa układu limfatycznego. Ze względu na możliwość wystąpienia krążenia obocznego, jego podwiązanie nie jest niebezpieczne.
Przewód piersiowy odprowadza do kąta żylnego lewego chłonkę z:
- podprzeponowej części ciała,
- lewej połowy klatki piersiowej,
- lewej kończyny górnej,
- oraz lewej połowy głowy i szyi[1].

## Przebieg
Właściwy przewód piersiowy powstaje z połączenia lewego i prawego pnia lędźwiowego, zbierających chłonkę z kończyn dolnych. Łącząc się ze sobą i z pniem jelitowym, tworzą jeden wspólny przewód piersiowy.

Przewód piersiowy ma średnicę 2–4 mm, długość 38–45 cm. Na jego całej długości co 6–10 cm rozmieszczone są zastawki. Wyróżnia się jego część brzuszną, piersiową i szyjną.

Część brzuszna rozpoczyna się w jamie brzusznej w przestrzeni zaotrzewnowej na wysokości I-II kręgu lędźwiowego poszerzeniem (tzw. zbiornikiem mleczu, cisterna chyli) do którego uchodzi pień jelitowy. Dalej przechodzi przez przeponę wraz z aortą przez rozwór aortalny przepony.

Następnie biegnie dalej ku górze wraz z towarzyszącą mu aortą i żyłą nieparzystą i na wysokości około 7 kręgu szyjnego zatacza łuk w stronę lewą przechodząc przez otwór górny klatki piersiowej.
Samo ujście do lewego kąta żylnego cechuje się bardzo wysoką zmiennością. Jedynie w 1/4 przypadków jest to pojedyncze naczynie; w większości wypadków tuż przed ujściem dzieli się na kilka mniejszych. Uchodzić może do kąta żylnego, żyły szyjnej wewnętrznej, żyły podobojczykowej lub do żyły ramienno-głowowej. Tuż przed ujściem występuje jedna lub dwie zastawki.

## Patologia
Przerwanie przewodu piersiowego w odcinku piersiowym prowadzi do chłonkotoku (łac. chylothorax), czyli obecności limfy w jamie opłucnej.

## Pozostały drenaż chłonny
Z górnej połowy ciała chłonkę zbierają:
- pień szyjny – głowa i szyja
- pień podobojczykowy – kończyna górna, górno-boczna części klatki piersiowej i gruczoł mlekowy człowieka
- pień oskrzelowo-śródpiersiowy – płuco, oskrzela, i śródpiersie.

Te trzy naczynia tworzą po prawej stronie ciała krótki przewód chłonny prawy, a po lewej uchodzą do przewodu piersiowego. Przewód piersiowy i prawy przewód chłonny uchodzą odpowiednio do lewego i prawego kąta żylnego, utworzonego przez połączenie żyły szyjnej wewnętrznej i żyły podobojczykowej w żyłę ramienno-głowową.

## Historia
Przewód piersiowy odkrył u psów anatom Jean Pecquet w XVII wieku, a kilka lat później jego obecność u ludzi stwierdził Thomas Bartholin. Inne, historyczne nazwy dla określenia tej struktury anatomicznej to przewód Pecqueta, lewy przewód chłonny albo kanał Van Hoorne'a.